# Joseph Barthel
Joseph Henri Barthel, detto Josy (Mamer, 24 aprile 1927 – Lussemburgo, 7 luglio 1992), è stato un mezzofondista e politico lussemburghese.
In carriera è stato vincitore della medaglia d'oro nei 1500 metri piani ai Giochi olimpici di Helsinki 1952.

## Biografia
Atleta di buon livello, fu vincitore a sorpresa della gara dei 1500 metri piani ai Giochi di Helsinki 1952. Fu il primo atleta lussemburghese a vincere una medaglia d'oro ai Giochi olimpici (il connazionale Michel Théato, infatti, ne vinse una a Parigi 1900, che però viene conteggiata per la Francia).
In quell'occasione, fu protagonista di un curioso episodio: la vittoria di Barthel in tale disciplina fu talmente inaspettata (i bookmakers davano infatti per scontato il trionfo degli inglesi nel mezzofondo) che gli stessi organizzatori non avevano neanche fornito ai musicisti lo spartito dell'inno nazionale del Lussemburgo, che fu quindi improvvisato sul momento.
Dopo il ritiro, avvenuto dopo i Giochi di Melbourne 1956, ricoprì la carica di presidente della Federazione lussemburghese di atletica leggera e di presidente del Comitato Olimpico e Sportivo Lussemburghese.
Fra il 1977 e il 1984, fu ministro per l'energia, i trasporti e l'ambiente.

## Palmarès
| Anno | Manifestazione  | Sede      | Evento       | Risultato  | Prestazione | Note            |
| ---- | --------------- | --------- | ------------ | ---------- | ----------- | --------------- |
| 1948 | Giochi olimpici | Londra    | 800 m piani  | Semifinale | 1'54"6      |                 |
| 1948 | Giochi olimpici | Londra    | 1500 m piani | 10º        | 3'56"9      |                 |
| 1952 | Giochi olimpici | Helsinki  | 1500 m piani | Oro        | 3'45"2      | Record olimpico |
| 1956 | Giochi olimpici | Melbourne | 1500 m piani | Batteria   | 3'50"6      |                 |